# Directory Opus

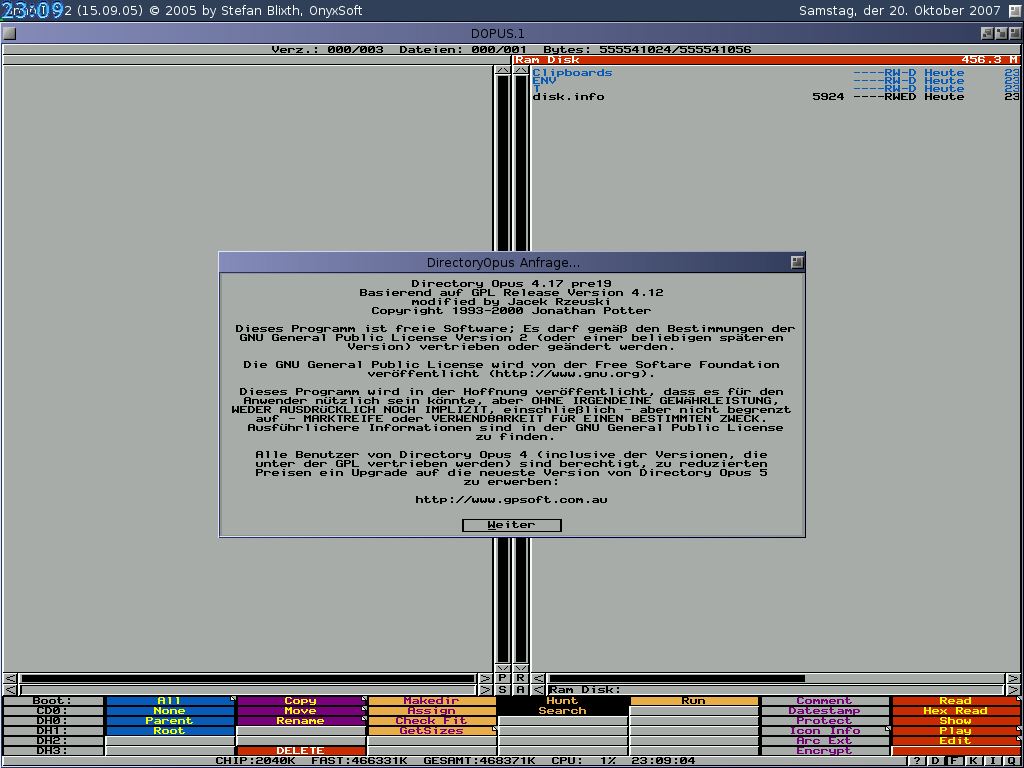
Versión 4.17 (lanzada bajo GPL): diseño de directory Opus cerca de 1992

Directory Opus o DOpus, como los usuarios tienden a llamarlo, es un programa informático administrador de archivos, escrito originalmente para la plataforma Amiga a mitad de 1990. El desarrollo de la versión Amiga se interrumpió en 1997, pero se reescribió por completo para seguir siendo usado y desarrollado para el sistema operativo Microsoft Windows por la compañía GPSoftware. Originalmente fue y sigue siendo escrito por Jonathan Potter, siendo publicado por la compañía Amiga Inovatronics hasta 1994, momento en que Potter se unió a Greg Perry y a GPSoftware, compañía australiana que desde entonces lo publica. 
En su versión Amiga, una de las ventajas que incorporaba respecto a la versión para Windows, era la posibilidad de usarlo como 
reemplazo del Workbench; el entorno de escritorio que los Amigas llevaban por defecto.
Los fuentes de la versión Amiga de  Directory Opus 4 fueron abiertos hace algunos años y en 2013 se liberaron los de la versión 5.